# Hobunsha
Hobunsha (株式会社 芳文社) is een Japanse manga-uitgever, opgericht op 10 juli 1950.

## Magazines
- Comic Yell! (2007–2009)
- Manga Home (sinds 1987)
- Manga Time (sinds 1981)
- Manga Time Family (1984–2018)
- Manga Time Jumbo (1995–2018)
- Manga Time Kirara (sinds 2002)
- Manga Time Kirara Carat (sinds 2003)
- Manga Time Kirara Forward (sinds 2006)
- Manga Time Kirara Max (sinds 2004)
- Manga Time Kirara Miracle! (2011–2017)
- Manga Time Lovely
- Manga Time Original (sinds 1982)
- Manga Time Special
- Shūkan Manga Times (sinds 1956)
- Tsubomi (2009–2012)